# Comté de Yates
Le comté de Yates est l'un des 62 comtés de l'État de New York, aux États-Unis. Son siège est Penn Yan.
Il comptait 24 774 habitants en 2020.